# Nowa Wieś (gromada w powiecie ciechanowskim)
Nowa Wieś – dawna gromada, czyli najmniejsza jednostka podziału terytorialnego Polskiej Rzeczypospolitej Ludowej w latach 1954–1972.
Gromady, z gromadzkimi radami narodowymi (GRN) jako organami władzy najniższego stopnia na wsi, funkcjonowały od reformy reorganizującej administrację wiejską przeprowadzonej jesienią 1954 do momentu ich zniesienia z dniem 1 stycznia 1973, tym samym wypierając organizację gminną w latach 1954–1972.
Gromadę Nowa Wieś z siedzibą GRN w Nowej Wsi utworzono – jako jedną z 8759 gromad na obszarze Polski – w powiecie ciechanowskim w woj. warszawskim, na mocy uchwały nr VI/10/1/54 WRN w Warszawie z dnia 5 października 1954. W skład jednostki weszły obszary dotychczasowych gromad Halinin Nowy, Halinin Stary, Kuchary, Nowa Wieś, Radziwie, Rzy i Osada-Wola ze zniesionej gminy Ojrzeń w powiecie ciechanowskim oraz obszar dotychczasowej gromady Zielona ze zniesionej gminy Sochocin w powiecie płońskim (woj. warszawskie). Dla gromady ustalono 10 członków gromadzkiej rady narodowej.
Gromadę zniesiono 31 grudnia 1959, a jej obszar włączono do gromady Ojrzeń w tymże powiecie.